# フィブロバクテル門
フィブロバクテル門（Fibrobacterota）は、グラム陰性の細菌の門である。クロロビウム門、バクテロイデス門を中核とするFCB群の系統に属するとみられる。2019年現在、旧TG3系統を含む3綱より構成されているが、種レベルで見ると4種しか記載されておらず、それぞれの綱は属まで単型になっている。これらの種はいずれも嫌気性で、高分子（セルロースまたはキチン）を分解する能力がある。
バージェイ分類、NCBI、LPSN、GTDB（Genome Taxonomy Database）いずれの分類方式でも独立門として認めている。ただし、GTDBではキティニスピリッルム綱はキティニウィブリオ目に統合されている。